# Теодор Тритирије
Теодор Тритирије (грчки: Θεόδωρος Τριθύριος; умро 636), обично познат по својој титули као Теодор Сакеларије, је био Византијски државни благајник (sacellarius) и војни заповедник током последњих година владавине византијског цара Ираклија.

## Живот
Живео је у Антиохији у 7. веку, Тритирије је био грчки хришћанин ризничар (благајник) који је радио за византијско царство у доба цара Ираклија, он је важио за изузетно оданог слугу, лично цару. Он је изузетно уживао у надмоћи коју је имао захваљујући титули сакеларија (sacellarius) која је обично означавала да се ради о царском ризничару.
Цар је 634. год н. е послао свог брата Теодора у борбу против освајачких снага Арапа у Аџандајну где је он убедљиво поражен .На свом повратку, Теодор је окривио инцестуозни брак свог брата и њихове нећаке Мартине ка узрок пораза Византијског црства, упустивши се у раправу са Иракијем. Ираклије га је одстранио од командовања војском и послао га назад у Цариград. Након Теодоровог одласка, Ираклије је поставио Тритирија за заповеника над војском свога брата. Историчари наводе да је Ираклије пожелео да преда власт Теодору над војском не зато што му је био веома лојалан, већ зато што је носио исто име као његов брат, тако да восјка неће много марити зато што је његов брат замењен на челу војске.
Међутим 635. год, ствари су постале озбиљније почевши да стврају озбиљнију штету, када су византијске војске оствариле неуспехе у покушајима да зауставе непријатеље у другим биткама, где су биле поражене. Ово су дуговале и делимично финансијским препрекама и византијској држави која није успела да обезбеди плате за своје вијнике, тако да се Тритирије нашао у новој улози. Већи део времеана, Тритиријева улога у војсци била је да посложи као константни гарант да ће се проблеми око плаћања решити. Међутим, одређени замор испуно је атмосферу па је Ираклије морао да распусти многе пукове због економских проблема. Није више било ентузијазма за приступање царској војсци али је присуство царског благајника (ризничара) охрабрио унајмљивање најамничке војске.
Муслимански поход на Сирију показао се као значајна претња по Византијско царство тако да је Ираклије наредио Тритирију да поведе восјку како би се контранападом супротставио нападима освајача. Његова стварана улога у војсци била је под занком питања, али је његово учешће пружило одређену сигурност. У августу 636. год, он је повео војску до реке Јармук која је била источна притока реке Јордана у борбу против рашидунске војске која ће остати забележена као једана од најчувенијих битака у историји под називом битка код Јармука.
У борби са противничким командантома Халид ибн Валидом ,Тритирије је одлучио да команду повери Вахану, иначе јерменском принцу, пошто себе није сматрао довољно способним заповедиком. Али ни овово није било од неке велике помоћи тог 20. августа 636. год. Тако да је Теодор Тритирије пао муслиманским снагама у руке заједно са Ваханом и готово свим његовим људима је убијен.